# ورزشگاه شارمی
ورزشگاه شارمی (فرانسوی: Charmilles Stadium‎) یک ورزشگاه فوتبال در ژنو، سوئیس بود.
این ورزشگاه که در سال ۱۹۳۰ تأسیس شده دارای ۹٬۲۵۰ نفر ظرفیت بوده و در سال ۲۰۰۲ بسته شده است، ورزشگاه شارمی یکی از ورزشگاه‌های جام جهانی فوتبال ۱۹۵۴ بوده است.